# Heteroconis fenestrata
Heteroconis fenestrata is een insect uit de familie van de dwerggaasvliegen (Coniopterygidae), die tot de orde netvleugeligen (Neuroptera) behoort. 
De wetenschappelijke naam Heteroconis fenestrata is voor het eerst geldig gepubliceerd door New in 1990.